# شون إيميت
شون إيميت (بالإنجليزية: Sean Emmett)‏ مواليد 4 فبراير 1970، هو متسابق دراجات نارية بريطاني. نافس في سباقات بطولة العالم لفئة 500 سي سي. كما شارك في بطولة العالم للسوبربايك.

## روابط خارجية
- شون إيميت على موقع MotoGP.com (الإنجليزية)
- شون إيميت على موقع WorldSBK.com (الإنجليزية)